# Clemens Schultze-Biesantz
Clemens Schultze-Biesantz (auch unter dem Pseudonym S. B. Clemus bekannt, * 1. Februar 1876 in Bückeburg; † 3. Juni 1935 in Braunschweig) war ein deutscher Verleger und Komponist.

## Leben und Werk
Clemens Schultze-Biesantz war der Sohn des Pianisten und Komponisten Clemens Schultze (1839–1900). Er war Kompositionsschüler seines Vaters und von Ludwig Bußler. Ab 1899 war er Mitinhaber von Henry Litolff's Verlag in Braunschweig.
Clemens Schultze-Biesantz schrieb Lieder, Klavierstücke, Violinstücke und symphonische Dichtungen wie Glücksritter, Pantheticon und Marche humoristique. Er schrieb auch Stücke für kleines Orchester. Manche Werke veröffentlichte er unter dem Pseudonym S. B. Clemus.